# Dodgeball (sport)
Dodgeball är en lagsport där spelare i två lag kastar bollar på varandra i hopp om att slå ut sina motståndare, samtidigt som de undviker att bli träffade själva. Målet för varje lag är att eliminera alla medlemmar i motståndarlaget, detta kan uppnås genom att:
- Kasta bollar som träffar en eller flera motståndare.
- Fånga en boll som kastats av en motståndare.
- Förmå en motståndare att begå en överträdelse, som att kliva utanför banan.

Sporten har traditionellt spelats främst i England och USA, men har successivt utvecklats till en internationell sport med aktiva spelare och organisationer över hela världen. De exakta reglerna för sporten varierar mellan internationella styrande organ, som World Dodgeball Federation (WDBF), som arrangerar Dodgeball World Championship, World Dodgeball Association (WDA) och European Dodgeball Federation (EDF). I Sverige och övriga Europa har man främst spelat enligt EDF:s regler. Detta regelsystem kallas ofta "Cloth", vilket syftar på de tygbollar som används.
I Sverige representeras sporten av paraplyorganisationen Dodgeball Sweden. Det finns aktiva lokala klubbar som är en del av Dodgeball Sweden i städer som Stockholm, Uppsala, Göteborg, Lund och Alingsås.
År 2017 erkände den internationella paraplyorganisationen Global Association of International Sports Federations (GAISF) dodgeball som en officiell sport.

## Regler (EDF)[12]

### Utrustning
- 5 tygbollar

### Spelregler
- Spelet spelas med två lag med 6 spelare i vardera lag.

- Spelet går ut på att ”bränna” motspelare genom att träffa dem med bollar.

- Hela kroppen räknas som träff. Spelare kan dock skydda sig med en boll som hålls i handen, sk ”block”.

- Tar motspelaren lyra åker kastaren ut, och lyrtagaren får ta tillbaka en tidigare bränd lagkamrat.

- Bollen är ”död” först när det rör golv eller vägg. Ett och samma kast kan därför resultera i t.ex två träffar och en lyra.

- Spelare får röra sig fritt över sin planhalva samt hela den neutrala mittzonen.

- Det lag med flest bollar måste hela tiden anfalla. Görs inte detta kan domaren begära att det laget kastar alla bollar utom en, genom att ropa ”kasta x bollar!”.

- Spelarna måste hela tiden hålla sig inom planen, går någon utanför är denne bränd.
- I professionell Dodgeball finns dedikerade "bollkallar" som hämtar bollar som har hamnat utanför plan. Bollarna kastas sedan in eller ges tillbaka till spelarna. En "bollkalle" får inte beträda spelplanen. I vardagligt spel kan en spelare gå utanför planen för att hämta en boll genom att räcka upp handen och kliva ut.

### Starten
- Fem bollar placeras jämnt utspridda på mittlinjen.

- Spelarna står bakom sin respektive baslinje tills domaren ger signal.

- Varje lag hämtar de två bollarna på sin vänstra sida. Båda lagen försöker hämta mittbollen.

- Varje boll måste föras tillbaka bakom aktiveringslinjen innan den kan kastas.

### Matchen
- En match består av 2 halvlekar på 15 minuter vardera, med 5 minuters paus mellan varje halvlek.
- En spelomgång kallas "set". Det kan spelas så många set som det hinns med under en halvlek.

- Ett set spelas till dess att det ena laget är utbränt, dock maximalt tre minuter, efter tre minuter vinner det lag som har flest spelare kvar.
- Det lag som vinner ett set får 2 poäng. Blir ett set lika får båda lagen 1 poäng.
- De lag som har mest poäng efter andra halvlekens slut vinner matchen.

### Spelplanen

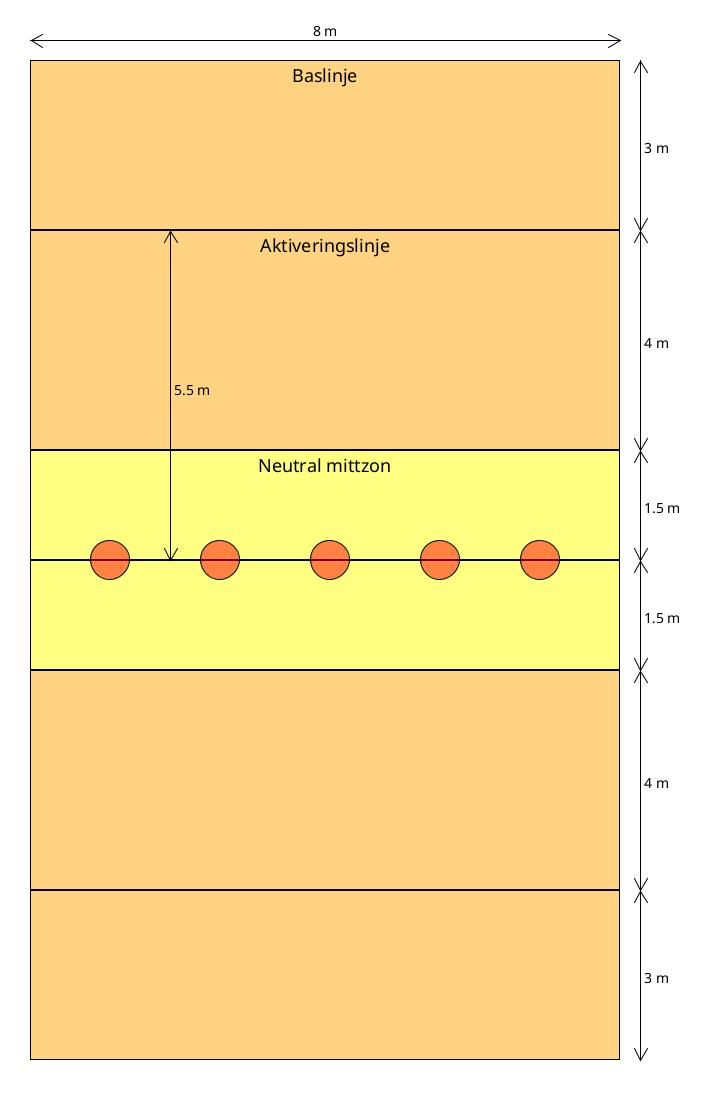
Dodgeball spelplan enligt EDF

## I populärkultur
- Internationella dodgebollsdagen är den 30 juni.[13]
- Filmen Dodgeball: A True Underdog Story från 2004 väckte intresse för sporten, särskilt bland unga vuxna.[14]
- Även år 2004 sändes Extreme Dodgeball, en dodgebollsturnering som sändes som en gameshow.
- Datorspelet Stikbold! A Dodgeball Adventure (Stikbold är det danska ordet för dodgeball) har sporten dodgeball som tema, även om reglerna skiljer sig något från det faktiska spelet.[15]
- I den tredje avsnittet av den animerade serien Total Drama Island från 2007 måste huvudpersonerna i en fiktiv gameshow tävla i en omgång dodgeball tills bara en eller några spelare återstår på ett av lagen.[16]

## Kontroverser
Riskerna för skador från dodgeball och uppfattningen att spelet liknar överfall har lett till kontroverser, rättsfall och till och med krav på att ta bort spelet från skolors fysiska utbildningsprogram.

## Världsrekord
- University of California, Irvine återtog rekordet för största dodgebollspartiet den 25 september 2012 med 6 084 deltagare.[19] Det tidigare största dodgebollspartiet hade spelats av 4 979 deltagare vid University of Alberta den 3 februari 2012.[20]
- Den längsta dokumenterade dodgebollsmatchen spelades den 27–29 april 2012 på Castleton State College i Vermont; den pågick i 41 timmar 3 minuter och 17 sekunder.[21]